# チョロン地区

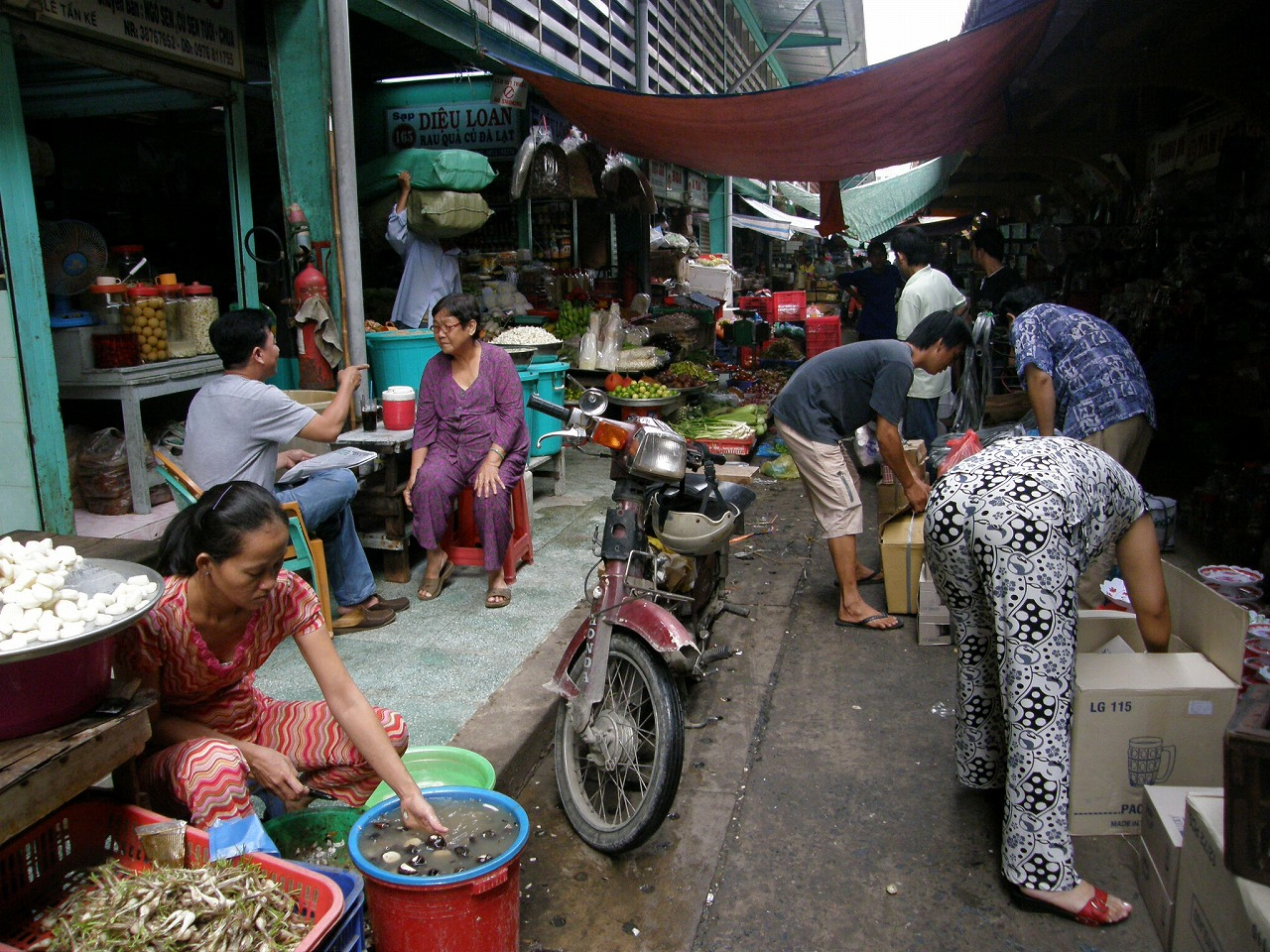
狭い通路に人がひしめくビンタイ市場

チョロン地区（ - ちく、ベトナム語：Chợ Lớn / 𢄂𡘯?  発音、「大市場」の意。中: 堤岸）はベトナムのホーチミン市にあるベトナム最大の中華街である。

## 歴史
1778年、広南国を支援していたビエンホア（ベトナム語：Biên Hòa / 邊和）の華人（ホア族）が西山朝の軍隊の報復を受け難民となり、現在のチョロン地区に暮らし始めた。1975年以前、南ベトナムには120万人の華人が在住しており、うち110万人はチョロンを含むサイゴン周辺に集中し、さらにそのうち70万人がチョロンに居住していた。
ベトナム戦争終結後、私企業の国有化と資産階級の資産制限などの社会主義化、また中越戦争前夜の人種的緊張により、大量の華人が難民としてベトナムから国外に流出した。そのため、1978年にはチョロンの華人人口は10万人にまで減少した。ベトナム全体では、1975年以前に145万人いた華人人口のうち111万1000人が第三国に移住し、1994年の華人人口は28万人にまで減少している。ドイモイ以後は国外から帰国する者も増え、チョロンの華人人口は50万人ほどに回復した。ホーチミン市に住む華人のほとんどがチョロンに住んでいる。

## 地理
5区と6区にまたがるように形成されており、ホーチミン市の中心街を形成する通り、チャンフンダオ通りをメインストリートとしている。市の中心部からはやや離れているが、観光地として人気が高い。また、南側には市内に数多く流れる運河が通されている。

## 観光
ベトナムにいながら中国の雰囲気が楽しめるのが大きな魅力である。中華料理店や仏教の寺院などがあるが、どれもどこか中国とベトナムをミックスさせたような雰囲気を持っている。市場の北側にはチョロンバスターミナルがあり、ベンタイン市場前のサイゴンバスターミナルと並ぶホーチミン市バス網の主要ターミナルとなっている。

## ビンタイ市場
西部にはビンタイ市場（ビンタイしじょう/いちば ベトナム語：Chợ Bình Tây/𢄂平西、中: 新街市、Binh Tay Market）という市場が形成されている。チョロン地区にはかつて舊街市と呼ばれる古い市場があった。5区のグエンチャイ通りに位置していた。舊街市は火災で焼失し、直後に新しい市場 （新街市） が建てられた。
同じホーチミン市のベンタイン市場と同規模ほどの広さを誇る。中庭を一周するような形状の建物で、2階建てになっている。通路は狭く、すれ違いさえ窮屈なほどだが、商品が充実し価格が安いため人が多い。買い物には価格交渉が必要で、観光客にも人気があるが、多くは英語は通用しない。市場周辺にも露店が多く出ている。
営業時間は6:00〜17:30だが、店によって異なる。